# ガルフピッゲン
ガルフピッゲン（ノルウェー語: Galdhøpiggen）は、ノルウェー、スカンディナヴィア山脈にある山で、ノルウェーおよび北ヨーロッパの最高峰である。標高は2,469m。ヨートゥンハイメン山地にあり、オップラン県のロム（Lom）にある。

## 山名の由来
ガルフピッゲンという名の由来は、「Galdhø山の」＋piggen「頂（ピーク）」 である。さらに、 Galdhøの由来は、gald「急な山道」＋hø「（大きく）丸い山」に分けられる。

## 地質
ガルフピッゲンは、ノルウェー南部の多くの山がそうであるように、カレドニア造山運動によるものである。山頂は斑糲岩からなり、硬いが目の粗い岩石である。これは多くのヨートゥンハイム山地でみられる。氷期の間に大量の氷河が存在して今の形を作った。

## 歴史
長年にわたり、ノルウェーではこの山が最高峰であることは知られていなかった。ドーブレ山地にあるスノヘッタ山(標高2286m)の方が有名であったからである。1844年に地質学者・登山家のバルタザール・マティアス・カイルハウ（Baltazar Mathias Keilhau）が2回登頂を試みたがいずれも失敗した。ガルフピッゲンのすぐ近くにある標高2,355mのピークまでは到達できたが悪天候のために引き返さざるを得なくなった。後にこのピークはカイルハウス・トップ（Keilhaus topp）と名づけられた。
1850年に、農夫シュタイナール・スールハイム（Steinar Sulheim）、地元の学校教諭のアルネセン（Arnesen）、教会歌手のフラーテン（Flaatten）の3名がロムから登頂に成功した。

## 登山
山頂に至る最も一般的なルートは標高1,841mのユーヴァス小屋（Juvasshytta）からStyggebreen氷河を横切るルートである。ユーヴァス小屋からは登りに3時間（完全装備でStyggebreen氷河を越えるのに45分程度かかる。Styggeは「危険な」の意）、山頂で1時間ほど過ごし、下りに2時間程度を要する。またスピーテシュトゥーレン（Spiterstulen）から登る場合は1300mに及ぶ急登があるが、技術的には容易で氷河を越えなくてよいルートである。
7月後半から8月にかけての天気のよい日には多くの登山者が訪れる。